# 日本ポリウレタン工業
日本ポリウレタン工業株式会社（にっぽんポリウレタンこうぎょう、英: Nippon Polyurethane Industry Co.,Ltd.）は、かつて存在したポリウレタンおよびその誘導体の製造を行っていた日本の企業。2014年10月に東ソーに吸収合併された。

## 主な製品
- ポリウレタン樹脂用基礎原料 - TDI、MDI、HDI、ポリエステル
- 機能性ポリウレタン - 塗料・接着剤・合成皮革等の原料となる

## 沿革
- 1954年 - 保土谷化学工業が、ポリウレタンの原料であるMDIの製造を日本で初めて開始した[1]。
- 1960年3月4日 - 保土谷化学工業と日東化学工業（現・三菱ケミカル）の共同出資により[2]日本ポリウレタン工業株式会社設立。
- 1962年10月 - 山口県新南陽市（現・周南市）に南陽工場を建設。TDI、ポリエステルの生産開始。
- 1963年1月 - 東洋曹達工業（現・東ソー）が日東化学工業の持ち分を取得[2]。
- 1970年9月 - 英国ICI社資本参加。
- 1980年6月 - 旭化成との合弁で、南陽化成設立。
- 2001年3月 - ICI社資本撤退。出資比率は保土谷化学工業73.3%、東ソー26.7%となる[3]。
- 2006年4月 - 出資比率引き上げにより、東ソーの子会社となる。
- 2008年5月 - 東ソーがさらに出資比率を引き上げ、80.28%とする[4]。
- 2012年7月 - 東ソーが保土谷化学工業の持ち分を取得、100%子会社とする。
- 2013年9月30日 - 2014年10月1日を以て東ソーが日本ポリウレタン工業を吸収合併すると発表[5]。
- 2014年10月1日 - 東ソーを存続会社として合併し、解散。

## 事業所
- 本社 -  〒108-0014 東京都港区芝四丁目1番23号（三田NNビル15階）
- 総合技術研究所 - 〒245-0052 神奈川県横浜市戸塚区秋葉町440番地
- 南陽本部 - 〒746-8711 山口県周南市開成町4530番地北緯34度3分55.8秒 東経131度45分41.9秒

MDI40万トン、TDI2万5千トン、イソシアネート誘導体5万トン、ポリエステル1万2千トンの生産能力を持つ。
隣接する東ソー南陽事業所よりイソシアネートの原料となるアニリン・一酸化炭素・塩素の供給を受け、日本ポリウレタン工業からは副生する塩酸を塩ビモノマーの原料として東ソーに供給する、「ビニル・イソシアネート・チェーン事業」が構築されている